# Alexandra Alexandrowna Joschkina
Alexandra Alexandrowna Joschkina (russisch Александра Александровна Ёжкина; verheiratete Popowa-Joschkina, russisch Попова-Ёжкина; * 10.jul. / 23. April 1908greg. in Wologda; † 1974) war eine sowjetische Schauspielerin.

## Biografie
Joschkina war die Tochter von Warwara Lwowna Woskresenskaja (1872–1929) und Alexander Iwanowitsch Joschkin (1870–1936). Die Mutter arbeitete vor der Hochzeit als Schneiderin, der Vater war Bote im Epidemiologischen Institut. Nach dem Besuch einer Volksschule, an der ihre ältere Schwester unterrichtete, wechselte Joschkina ans 1. Wologdaer Frauengymnasium. 1923 begann die sie zunächst an der Pädagogischen Hochschule in ihrer Geburtsstadt zu studieren, zog 1925 jedoch nach Leningrad und ließ sich am Akademischen Dramatheater unter Juri Michailowitsch Jurjew zur Schauspielerin ausbilden. 1928 erhielt Joschkina ihr Diplom und war danach bis 1936 vor Ort tätig. Anschließend wechselte sie an das Leningrader Jugendtheater und stand dort bis zum Eintritt in den Ruhestand im Juli 1960 auf der Bühne.
Von den späten 1950er Jahren bis zu ihrem Tod war die dunkelhaarige Darstellerin auch vereinzelt in kleinen Filmrollen zu sehen und spielte dabei meist volkstümliche Charaktere. Am häufigsten war sie für das Lenfilmstudio beschäftigt.
Joschkina lebte in der Geslerowski Straße Nr. 3, Wohnung Nr. 22, in Leningrad. Sie war mit Konstantin Konstantinowitsch Popow, einem Mitarbeiter des Forschungsinstituts für Rundfunkempfang und Akustik, verheiratet und hatte eine Tochter.

## Filmografie (Auswahl)
- 1959: Der Mantel (Schinel)
- 1960: Neuland unterm Pflug (Podnjataja zelina)
- 1960: Die Zarte (Krotkaja)
- 1962: Чёрная чайка (Tschjornaja tschaika)
- 1966: Tibul besiegt die Dickwänste (Tri tolstjaka)
- 1967: In der Stadt S. (W gorode S.)
- 1967: Der Beginn eines unbekannten Jahrhunderts (Natschalo newedomogo weka)
- 1969: Man wird nicht als Soldat geboren (Wosmesdije)
- 1969: Das rote Zelt (Krasnaja palatka/La tenda rossa)
- 1973: Дверь без замка (Dwer bes samka)